# Hannah Montana 2: Non-Stop Dance Party
Hannah Montana 2: Non-Stop Dance Party – pierwszy remix Miley Cyrus (jako Hannah Montany), który został wydany 28 stycznia 2008 przez Walt Disney Records.
Płyta ta zawiera bonusową piosenki "Chris Cox Megamix" oraz remix This is the Life, koncert na żywo z Londynu ("Nobody's Perfect" i "Life's What You Make It"), pokaz slajdów i zaproszenia na imprezę do wydruku. Wydanie Wal-Mart zawiera także remix "This Is the Life".
Wytwórnia dodatkowo wydała grę Hannah Montana: Make-a-Mix, aby lepiej promować płytę. Do tej pory sprzedano ponad 500 000 egzemplarzy.

## Lista utworów
| Nr. | Tytuł                                       | Czas  |
| --- | ------------------------------------------- | ----- |
| 1.  | "One in a Million" (Chris Cox remix)        | 9:05  |
| 2.  | "True Friend" (Chris Cox remix)             | 8:53  |
| 3.  | "Old Blue Jeans" (Chris Cox remix)          | 9:24  |
| 4.  | "Make Some Noise" (Chris Cox remix)         | 9:43  |
| 5.  | "Nobody's Perfect" (Chris Cox remix)        | 7:53  |
| 6.  | "Rock Star" (Chris Cox remix)               | 9:02  |
| 7.  | "Life's What You Make It" (Chris Cox remix) | 8:34  |
| 8.  | "We Got the Party" (Chris Cox remix)        | 8:22  |
| 9.  | "You and Me Together" (Chris Cox remix)     | 9:42  |
| 10. | "Bigger Than Us" (Chris Cox remix)          | 9:17  |
| 11. | "Chris Cox Megamix"                         | 11:03 |

### Bonus track
| Nr. | Tytuł                                   | Czas |
| --- | --------------------------------------- | ---- |
| 12. | "This is the Life" (Wal-Mart exclusive) | 8:25 |

### Videos
| Nr. | Tytuł                                        | Czas |
| --- | -------------------------------------------- | ---- |
| 1.  | "Nobody's Perfect" (Live from London)        | 3:20 |
| 2.  | "Life's What You Make It" (Live from London) | 3:11 |
| 3.  | "Photo Slideshow"                            | 1:57 |

## Bonus
Do albumu dołączono także zaproszenia na imprezę do wydruku.

## Notowania
| Listy (2008)                 | Najwyższa pozycja | Sprzedaż |
| ---------------------------- | ----------------- | -------- |
| Top 10 CD                    | -                 | 30 000   |
| U.S. Billboard 200           | 7                 | 300 000  |
| U.S. Dance/Electronic Albums | 1                 |          |
| U.S. Kid Albums              | 1                 |          |